# Ampulex overlaeti
Ampulex overlaeti är en  stekelart som beskrevs av Leclercq 1954. Ampulex overlaeti ingår i släktet Ampulex och familjen Ampulicidae. Inga underarter finns listade i Catalogue of Life.